# Le Soler
Le Soler (katalanisch el Soler) ist eine französische Gemeinde im Département Pyrénées-Orientales in der Region Okzitanien. Die Gemeinde hat eine Fläche von 10,35 km² und hat 7.896 Einwohner (Stand: 1. Januar 2022). Le Soler gehört zum Arrondissement Perpignan und zum Kanton La Vallée de la Têt.

## Geographie
Le Soler liegt am Fluss Têt, der das Gemeindegebiet im Norden durchquert, an der südöstlichen Gemeindegrenze verläuft sein Zufluss Basse.
Die Nachbargemeinden sind Villeneuve-la-Rivière im Norden, Baho im Nordosten, Perpignan im Osten, Toulouges im Südosten, Thuir im Süden und Südwesten, Saint-Féliu-d’Avall im Westen und Pézilla-la-Rivière im Nordwesten.
Le Soler gehört zu den Weinbaugebieten Rivesaltes und Côtes du Roussillon. Produziert wird hier unter anderem der Muscat de Rivesaltes.
Durch die Gemeinde führt die Route nationale 116. Der Bahnhof liegt an der Bahnstrecke Perpignan–Villefranche-de-Conflent.
Zur Gemeinde gehören die Ortschaften Sainte-Eugénie, Cases de Sant Père, Le Mas de l’Eula, Monyas und Campellanes.

## Geschichte
Le Soler ist auf keltisches Oppidum aus der Zeit ab dem 8./7. Jahrhundert vor Christus zurückzuführen. Im fünften nachchristlichen Jahrhundert wird dann Solario Ferréoli erwähnt. Als Allod wird es in den nachfolgenden Jahrhunderten an wechselnde Grundherrn abgetreten. 1591–1592 wütet hier die Pest.

## Bevölkerungsentwicklung
- 1962: 2141
- 1968: 2715
- 1975: 3340
- 1982: 4401
- 1990: 5147
- 1999: 5825
- 2006: 6524
- 2011: 7141

## Sehenswürdigkeiten
- Romanische Kirche Sainte-Marie de l’Eula, seit 1174 bezeugt

## Persönlichkeiten
- Frédérick Bousquet (* 1981), Schwimmer, zwischenzeitlich Europa- und Weltrekordhalter (Staffel: 4 × 50 Meter, 4 × 100 Meter)